# منظمة نقاط الضوء
منظمة نقاط الضوء هي منظمة دولية غير ربحية مقرها الولايات المتحدة. تكرّس هذه المنظمة جهودها لإشراك المزيد من الأفراد والموارد في حل المشاكل الاجتماعية الخطيرة من خلال الخدمة التطوعية.
تعمل منظمة نقاط الضوء كل عام على حشد ملايين الأشخاص من خلال الشركات التابعة لها في نحو 250 مدينة، والشراكات مع الآلاف من المنظمات غير الربحية والشركات الأخرى.

## التاريخ
تشكلت منظمة نقاط الضوء في عام 2007 من خلال دمج مؤسسة نقاط الضوء وشبكة هاندز أون، وبتشجيع من المانحين الرئيسيين والشركات التابعة. اندمجت المنظمتان بهدف تعزيز العمل التطوعي وتبسيط التكاليف والخدمات وزيادة التأثير.
تأسست مؤسسة نقاط الضوء في عام 1990 كمنظمة غير ربحية في واشنطن العاصمة لتعزيز روح العمل التطوعي، ووصفها الرئيس الأمريكي جورج بوش الأب في خطاب تنصيبه عام 1989 وقال: «لقد تحدثت عن الآلاف من نقاط الضوء، فهذه المنظمة الوحيدة من بين جميع المنظمات المجتمعية التي تنتشر كالنجوم في جميع أنحاء البلاد وتؤثر بشكل جيد».
دُمج المركز الوطني للمتطوعين الذي بدأ في عام 1970 كمركز وطني للعمل التطوعي في عام 1991. أصبحت المنظمة المدمجة معروفة أيضًا في الألفينيات باسم مؤسسة نقاط الضوء والشبكة الوطنية لمركز المتطوعين.
عملت المؤسسة وشبكتها الموسعة كمراكز مجتمعية لتوصيل المتطوعين بالفرص، والعمل مع المنظمات غير الربحية، والشركات المحلية لإنشاء وتحسين برامج المتطوعين، وتعزيز البنية التحتية المحلية للمجتمع التطوعي بشكل عام.
تلقت مؤسسة نقاط الضوء حصة سنوية من وكالة الخدمة الوطنية والمجتمعية لإدارة بعض برامجها، وتولت إدارة برنامج جائزة الرئيس للخدمة التطوعية الذي أنشأه الرئيس جورج بوش في عام 2003. رعت المجموعة المؤتمرات أيضًا، وقدمت التدريب وغيره من المساعدات لشبكتها من مراكز المتطوعين وعرّفت المتطوعين من خلال جائزة نقطة الضوء اليومية.
لم تقدّم مؤسسة نقاط الضوء المنح، ولكنها شاركت في مجموعة متنوعة من المهام بما في ذلك إدارة شبكتها من مراكز المتطوعين، وإشراك المتطوعين في التعافي من الكوارث، ودعم مجالس المتطوعين للشركات وأكثر من ذلك.
بدأت مجموعة من المهنيين الشباب في أتلانتا مجموعة لربط المتطوعين بالمنظمات غير الربحية، وذلك في نفس الوقت الذي تأسست فيه منظمة نقاط الضوء. انضمت السياسية ميشيل نان إلى هذه المجموعة من المؤسسين كأول مديرة تنفيذية لمنظمة هاندز أون أتلانتا في عام 1989. قدمت هذه المؤسسة غير الربحية نموذجًا تطوعيًا يوفر فرصًا سهلة للناس للمشاركة في مجتمعاتهم المحلية من خلال مشاريع التدريب العملي مثل العمل في مطبخ الحساء وبنك الطعام أو بناء المنازل. تطوع نحو 2000 شخص في أول يوم عمل للمنظمة في أتلانتا في عام 1992.
بدأت مؤسسة نقاط الضوء محادثاتها مع شبكة هاندز أون في عام 2007 لتوحيد قواهما من خلال عملية دمج لتشكيل منظمة وطنية واحدة مع فروع محلية تركز على العمل التطوعي والخدمة. دُمجتا في 11 أغسطس عام 2007 لتصبحا معهد نقاط الضوء، والذي غيّر اسمه بحلول أواخر عام 2011 ليصبح «نقاط الضوء».
تملك منظمة نقاط الضوء نحو 250 شركة تابعة في 22 دولة وشراكات مع الآلاف من المنظمات غير الربحية والشركات. حشدت 4 ملايين متطوع في 30 مليون ساعة من الخدمة بقيمة 635 مليون دولار في عام 2012، وحصلت على أعلى تصنيف ممكن (4 نجوم) حسب تصنيف منظمة مستكشفي الأعمال الخيرية في عام 2012 و2011 و2010.

## نقد
نشرت صحيفة لوس أنجلوس تايمز بيانًا لاذعًا عن المؤسسة الجديدة في 10 يناير في عام 1995 ينص على التالي: «إن الأثر الوحيد لمبادرة بوش له شكل عملية مبذرة تعتمد على واشنطن». أشار المقال إلى أن المؤسسة تلقت 26.6 مليون دولار من الأموال الفيدرالية وأنفقت 22.3 مليون دولار «على الترقيات الرائعة والاستشاريين والرواتب والسفر والمؤتمرات». نص المقال على «إنفاق 11% فقط من ميزانية المؤسسة على تقديم منح مقابل جهود التطوع، وإخفاق المؤسسة في تحقيق أهداف جمع الأموال الخاصة، وجذبت تدقيق مؤتمر الكونغرس».

## برامج
تدير المنظمة عددًا من البرامج البارزة بما في ذلك شبكة هاندز أون التي تقود نحو 250 مركزًا للعمل التطوعي. برنامج جينيريشن أون الذي يساعد المدارس والأطفال والعائلات على التطوع في مجتمعاتهم، برنامج مخطط المجتمع الذي يعمل مع المنظمات غير الربحية لتلبية احتياجات المحاربين القدامى وعائلات الجيش، وبرنامج بيلون+تشينج الذي يُنظم تعهد الشركات بمليارات الدولارات في تقديم خدمات تطوعية قائمة على المهارات إلى المنظمات غير الربحية.
تكرّم جائزة «الميل الإضافي-مسار المتطوعين في منظمة نقاط الضوء» المتطوعين المشهورين بسلسلة من الميداليات البرونزية التي تشكل مسار مشي لمسافة ميل واحد، وذلك على بُعد عدة مبانٍ فقط من البيت الأبيض في واشنطن العاصمة. كان هناك 33 شخصًا من بينهم بوكر تي واشنطن، وجون موير، وجاين آدامز، وكلارا بارتون، ومارتن لوثر كينغ جونيور.
الأسبوع الوطني للمتطوعين هو حدث سنوي يهدف إلى شكر المتطوعين على خدمتهم، وتشجيع الآخرين في جميع أنحاء الولايات المتحدة على التطوع.
تعمل شبكة هاندز أون بالشراكة مع المنظمات والمدارس المحلية لإنشاء مشاريع خدمات تدريبية تنتج فوائد ملموسة في المجتمعات. تضم الشبكة مجموعة من مئات الآلاف من المتطوعين الذين يوحدون قواهم لتلبية احتياجات المجتمع في جميع أنحاء العالم. تتيح شبكة هاندز أون الاختيار من بين مجموعة متنوعة من المشاريع التي تربط احتياجات المجتمع بوقتهم واهتماماتهم. إنهم يقوون ويدربون المتطوعين لقيادة المتطوعين الآخرين.
عملت منظمة نقاط الضوء مع ستارباكس على برنامج جديد في عام 2018. اختير 36 شخصًا من موظفي ستاربكس كزملاء خدمة لمدة ستة أشهر، وعمل الزملاء 20 ساعة على الأقل في الأسبوع في ستاربكس، وما يصل إلى 20 ساعة لصالح مؤسسة محلية. دعم البرنامج الموظفين الذين أرادوا رد الجميل للمجتمع المحلي. دفعت منظمة نقاط الضوء الزملاء لتقديم منحة من مؤسسة ستاربكس، وقدمت أيضًا أموالًا لبرامج المنظمات المحلية غير الربحية.

## أحداث

### كلنا الآن: احتفالية الخدمة
أثنت منظمة نقاط الضوء بالرئيس جورج هيربيرت ووكر بوش والخدمة التطوعية في 21 مارس في عام 2011 في مركز كينيدي في واشنطن العاصمة. انضم كل من الرئيس جيمي كارتر وبيل كلينتون وجورج ووكر بوش إلى الرئيس جورج هيربيرت ووكر بوش، لتسليط الضوء على الدور الذي تلعبه الخدمة التطوعية في حياة الناس. كانت هذه هي المرة الأولى التي يجتمع فيها الرؤساء الأربعة السابقون منذ تنصيب الرئيس باراك أوباما في يناير عام 2009. كان الرئيس أوباما في رحلة إلى أمريكا الجنوبية وسجل شريط فيديو للحدث. أطلق بوش الأكبر على الاحتفالية اسم «كلنا الآن: احتفالية الخدمة»، وظهر المغنون كاري أندروود، وداريوس روكر، وغارث بروكس، والمذيع جيم نانتز.

### مؤتمر التطوع والخدمة
اجتمع قادة من القطاعات غير الربحية، والربحية، والحكومية، وهوليوود، والعسكريين في مؤتمر نقاط الضوء السنوي حول العمل التطوعي والخدمة منذ عام 1992. حضر نحو 5000 شخص جلسة عامة تضم السيدة الأولى السابقة باربرا بوش، والسيدة الثانية جيل بايدن، والرئيسة التنفيذية لنقاط الضوء ميشيل نان، والممثل كيفن بيكون في عام 2012.